# Zaharías Karoúnis
Zaharías Karoúnis (en grec : Ζαχαρίας Καρούνης), né le 2 novembre 1980 à Pakia en Laconie, province du Péloponnèse du sud-est de la Grèce, est un chanteur grec.
Il a étudié à la faculté de théologie de l’université d’Athènes et prépare un doctorat de musicologie byzantine. Il a suivi les cours de musique byzantine du professeur L. Kouzinópoulos (Λ.Κουζηνόπουλος) et a obtenu une bourse pour étudier la théorie de la musique occidentale au conservatoire de musique d’Athènes. C’est dans ce même conservatoire qu’il a suivi les cours de chant classique de Madame Nikáki (Μ.Νικάκη).
En 1998 débute sa collaboration avec le Théâtre National dans une représentation des Grenouilles d’Aristophane - mise en scène K. Tsiános (Κ.Τσιάνος)- où il tient le rôle du coryphée (chef des chœurs dans le théâtre antique).
En 1999, il participe à une autre représentation du Théâtre National Βίρα τις άγκυρες- Vira tis agyres (Lève les ancres) - mise en scène de S. Fasoúlis (Σ.Φασούλης)- dans laquelle il chante le « Chant de l’exil » (Το τραγούδι της Ξενιτιάς- To tragoudi tis xenitias) de Míkis Theodorákis. La même année, il collabore avec « l’Οrchestre des couleurs » (Ορχήστρα των χρωμάτων) fondé par Mános Hadjidákis  interprétant des chansons d’Asie mineure dans le spectacle intitulé  Δυο φωνές για τη Λοξάντρα (Deux voix pour Loxandra).
Au cours de l’été 2000, il apparaît à l’odéon d’Hérode Atticus (Athènes) dans le spectacle Θάλασσα-Thalassa (Mer) du Lycée des Femmes grecques d'Athènes (Λύκειο Ελληνίδων Αθηνών-Líkio Ellinídon Athinon).
En juillet 2001, il se produit dans le même théâtre, au côté de María Farantoúri, dans le concert Ένας αιώνας ελληνικό τραγούδι-Enas aionas elliniko tragoudi (Un siècle de chanson grecque).
Pendant la saison estivale 2002, Zaharías Karoúnis participe à la tournée de spectacles donnés, dans toute la Grèce, par Dómna Samíou (Δόμνα Σαμίου), avec laquelle il poursuit, jusqu’à ce jour, une étroite et constante collaboration.
Septembre 2002 le voit à nouveau à l’odéon Hérode Atticus - encore une fois au côté de María Farantoúri, - pour un concert intitulé Poésie mise en musique au cours duquel ils interprètent des chansons de Míkis Theodorákis, Mános Hadjidákis et Stavros Xarchakos.
À la même époque il enregistre des chansons traditionnelles micrasiatiques, des chansons de Cappadoce,  de la région du Pont-Euxin ainsi que des chansons turques.
Il s’est également produit pendant deux ans au Jardin du ciel (Περιβόλι του Ουρανού)à Athènes, au côté de la chanteuse de Thessalonique Marió (Μαριώ), interprétant des chansons de style rebetiko. 
De 2003-2004, il collabore avec Tatiana Lýgari (Τ.Λύγαρη), au théâtre « Το τρένο στο Ρούφ» (Le train du Rouf), dans le spectacle musico-théâtral  intitulé Υπ’ ατμόν (Sur le départ). 
Au cours de l’été 2004, il prend part à la représentation musicale Ταλέντο-Η συμμετρία της αρμονίας (Talent – La symétrie de l’harmonie) présentée dans le cadre du programme culturel "Athènes 2004".
En 2007 commence la collaboration de Zaharías Karoúnis avec le chanteur Georges Dalaras. 
Tout d’abord,  dans le spectacle Όταν συμβεί στα πέριξ… (Quand il arrive dans les faubourgs…), sous la direction de P. Kounádis (Π. Κουνάδης), qui s’est tenu les 4 et 5 juillet 2007 à l’odéon Hérode Atticus.
À partir de la mi-novembre 2007 et jusqu’au début janvier 2008, Zaharías Karoúnis est au théâtre Pallas (Athènes), dans un spectacle intitulé Όλα από την αρχή (Tout depuis le début) qui retrace la carrière du grand chanteur grec Georges Dalaras - mise en scène  S. Fasoúlis (Σ.Φασούλης). 
Les 11, 12, 14, 15, 16, 18, 19, 20 & 21 février 2008, au Palais de la Musique d’Athènes, il participe, toujours dans un spectacle de Georges Dalaras, à une série de concerts consacrés aux chansons de style rebetiko. La mise en scène du spectacle intitulé Σαν τραγούδι μαγεμένο (San tragoudi magemeno) est signée S. Chatzákis (Σ.Χατζάκης).
En mars 2008, à l’occasion de la Journée mondiale de la poésie,  Zaharías Karoúnis chante au Palais de la Musique d’Athènes, en compagnie de Maria Farantouri et de la jeune chanteuse Maria Zoi, lors d’un concert consacré à la poésie grecque d’inspiration politique. 
Il se produira encore deux fois dans le courant du mois de juillet 2008 avant son départ pour le service militaire. Tout d'abord à l'odéon Hérode Atticus, avec le groupe du Lycée des Femmes grecques d'Athènes, puis au théâtre Veakio du Pirée (Βεάκειο θέατρο), pour un hommage au compositeur d’origine crétoise Nikos Mamangakis. 
Toujours en 2008, plusieurs apparitions de Zaharías Karoúnis à la télévision grecque, notamment dans l’émission bien connue « A notre santé » (Στην υγειά μας) du producteur Spiros Papadopoulos (Σπύρος Παπαδόπουλος), lui vaudront un franc succès, en lui permettant de démontrer sa grande maîtrise du chant traditionnel et populaire ainsi que du chant issu de la région de Smyrne, le Smyrneiko tragoudi (Σμυρναίικο τραγούδι).

## Discographie
Albums personnels
- 2005 - Solo

- 2007	- Έρωτας επιούσιος (Νίκος Μαμαγκάκης)

Participations
- 2001	- «Μαριώ – Στο Περιβόλι του Ουρανού» (Μαριώ)
- 2003	- «Η ποίηση στο ελληνικό τραγούδι» (María Farandoúri)
- 2004	- «Δεύτερη Ακρόαση της Μικρής Άρκτου»
- 2004	- «Υπ’ ατμών» - Το τραίνο στο Ρούφ
- 2004	- «Τραγούδια από τον Κάβο Μαλιά και την Ελαφόνισο»(Μαρία Αρώνη)
- 2005  - « Μέγα Ορατόριο των Ελλήνων » (Νίκος Μαμαγκάκης)
- 2006	- «Του έρωτα και της φυσής» (Δόμνα Σαμίου)
- 2007	- «Τα ιστορικά και κλέφτικα τραγούδια» (Δόμνα Σαμίου)
- 2007  - «Ο κυρ βοριάς... Και άλλα τραγούδια για παιδιά » (Δόμνα Σαμίου)
- 2007	- «Κέντρο Διερχομένων» (Νίκος Μαμαγκάκης)
- 2007	- «Σμύρνη – κερί και ασήμι» (Νίκος Μαμαγκάκης)
- 2007	- «Στεναγμός Ανατολής» (Νίκος Μαμαγκάκης)
- 2007	- «Δεξιοτέχνες και Ερμηνείες» (Βαγγέλης Τρίγκας)
- 2008  - «Τραγούδια με ουσίες»   (Γιώργος Νταλάρας)
- 2008  - «Ρεμπέτικο προσκλητήριο»  (Νίκος Μαμαγκάκης)
- 2008  - «Χάρισμα – Η συμμετρία της αρμονίας»
- 2008  - «Παράλογες»     (Δόμνα Σαμίου)